# 杨屯乡 (上蔡县)
杨屯乡，是中华人民共和国河南省驻马店市上蔡县下辖的一个乡镇级行政单位。

## 行政区划
杨屯乡下辖以下地区：
杨屯村、张宇村、杨仕位村、李宣村、田乔村、张俭村、魏楼村、陈法寨村、前张村、韩王村和邱庄村。